# Kaleburnu-Kraltepe/Galinoporni-Vasili
Mit den Namen Kaleburnu-Kraltepe/Galinoporni-Vasili (auch Kaleburnu/Galinoporni, bzw. diese Namen in umgekehrter Reihenfolge) wird eine archäologische Fundstätte auf der Karpas-Halbinsel im Nordosten Zyperns bezeichnet, die in die Späte Bronzezeit IIC/IIIA (13. bis 12. Jahrhundert v. Chr.) datiert wurde. Es fanden sich 26 Bronzeobjekte, zu denen 16 Vorrats- und drei Räuchergefäße gehören sowie sieben Werkzeuge. In unmittelbarer Nähe fand sich ein Steigbügelgefäß aus Ton.

## Politische Voraussetzungen
Die Stätte war bereits seit 1879 durch den Reisenden und Archäologen David Hogarth bekannt geworden, der bei „Gallibornu“ Gräber entdeckt hatte. Paul Åström konstatierte außerhalb des Dorfes „Galinoporni“ ein Grab. 
Die Okkupation durch die türkische Armee bedeutete, entsprechend den UNO-Konventionen von 1954, 1970 und 1972, dass keinerlei Ausgrabungen auf illegal besetztem Gebiet durchgeführt werden durften; der Sicherheitsrat der Vereinten Nationen betrachtete den Norden als „sezessionistische Einheit“ (secessionist entity). Daher war die Grabungskampagne ab 2004 aus politischen Gründen heftig umstritten. Bis dahin hatte nur die Universität Ankara mit ihren Grabungen in Salamis gegen den Grundsatz verstoßen, dass nur die Republik Zypern als einzig anerkannter Staat Grabungen genehmigen durfte. Nur Notgrabungen waren demnach gestattet. Daher war es nur UNESCO-Personal gestattet, dort zu graben. Da das zypriotische Department of Antiquities keine Genehmigung ausgestellt hatte, galt die Grabung sowohl vor internationalem als vor zyprischem Recht als illegal, und die Archäologen hatten rechtliche Konsequenzen zu gewärtigen.
Die Befürworter sowohl aus Zypern als auch aus der internationalen Archäologengemeinde betrachteten die Ausgrabung jedoch als Notgrabung, da bereits der Raub eingesetzt habe und die Stätte zudem von Erosion bedroht war. Der International Council on Monuments and Sites verurteilte, auch wenn dies gelegentlich anders dargestellt wird, keineswegs die Grabung, sondern die Änderung des Namens „Gallinoporni“. Vor diesem Hintergrund fror die Fritz-Thyssen-Stiftung ihre Förderung nach der ersten Grabungskampagne ein, auch zog sich die Universität Tübingen zunächst aus dem Projekt zurück. 2006 wurde die Universität Oxford, die Mittel der griechisch-zypriotischen A. G. Leventis-Stiftung erwartete, von dieser unter Druck gesetzt. Einem der Archäologen, Martin Bartelheim, wurde ein Schreiben vorgelegt, in dem er sich entschuldigen sollte, am Königshügel gegraben zu haben, und worin er zusagen sollte, nicht mehr in Nordzypern zu graben. Bartelheim lehnte dies ab. Ähnliche Berufsprobleme erlebten auch türkische Wissenschaftler. Selbst das Zitieren türkischer Literatur konnte berufliche Konsequenzen für Archäologen nach sich ziehen, während dies in anderen Wissenschaften offenbar längst Usus ist.

## Ausgrabungen
Im Juni 2004 kam es zur Entdeckung eines überaus reichen spätbronzezeitlichen Hortfundes auf einem Hügel, den die türkische Bevölkerung Kraltepe, die griechische Vasili (beides bedeutet etwa ‚Königsberg‘) nannte. Dieser gehört zum Dorf Kaleburnu bzw. Galinoporni. Der Hügel ragt 100 m aus der fruchtbaren Ebene heraus und trägt Terrassen an seinem Süd- und Osthang. Auf seiner Spitze, etwa 30 m oberhalb der obersten Terrassen, sind Siedlungsreste sichtbar. Dort fanden sich große Mengen an Tonscherben von großen Vorratsgefäßen. Wahrscheinlich war die Siedlung ein Verwaltungs- oder Machtzentrum, wie sie ansonsten auf dem Karpas nicht bekannt sind, was aber wohl nur auf mangelnde archäologische Untersuchungen zurückzuführen ist. Auch kamen der Siedlung wohl rituelle und ökonomische Funktionen zu.
Da der Hügel stark von Erosion betroffen und von Raubgräbern bedroht war, wurde bereits im Sommer 2005 eine erste Grabungskampagne durchgeführt. Darüber hinaus wurden geologische Surveys im weiteren Umkreis begonnen. 
Aufgrund der enormen Kupfervorkommen und der Nähe zu den wirtschaftlich aktivsten Zentren des Mittelmeerraums erhielt die Halbinsel Karpas eine erhebliche Bedeutung. Unter nahöstlichem Einfluss entstanden reiche Siedlungen mit urbanen Strukturen auf der Insel, die intensive Kontakte zu den benachbarten festländischen Städten pflegten. Kraltepe/Vasili ist die erste Struktur dieser Art auf dem Karpas, der Bronzefund der größte seiner Art aus dem spätbronzezeitlichen Zypern. Die Artefakte sind von hoher Qualität und kommen ansonsten nur in Städten wie Ugarit, Megiddo, Akko oder Beth Shan vor.
Das archäologische Programm beinhaltet den Austausch von Studierenden und Dozenten der Eastern Mediterranean University und dem Institut für Ur- und Frühgeschichte und Archäologie des Mittelalters der Universität Tübingen.